# Église Saint-Liboire de Krasnodar
L'église Saint-Liboire  (Церковь Святого Либория) est une église catholique de Krasnodar en Russie qui dépend du diocèse de Saratov. Elle est consacrée à saint Liboire.

## Historique
C'est à partir de 1880 que les catholiques d'Ekaterinodar (nom de Krasnodar à l'époque) commencent à collecter des fonds pour la construction d'une église. La première pierre d'une église consacrée au saint Rosaire et à sainte Barbe est posée en 1893 et l'église  est consacrée le 15 juin 1907 par Mgr Josef Alois Kessler (1862-1933). Le nombre des paroissiens, surtout d'origine allemande et ensuite polonaise, s'élève à 2 500 fidèles en 1914.  Il y a également une forte minorité d'Arméniens catholiques du Kouban qui grandit après le génocide arménien par les Ottomans.
En 1936, à l'époque des purges staliniennes, le prêtre catholique de rite arménien, Karapet Dilourgrian (1861-1940), qui en même temps est administrateur apostolique des Arméniens catholiques d'URSS, est arrêté. Il meurt en déportation après 1940. L'église est fermée par les autorités communistes en 1937 et transformée en immeuble d'habitation. Elle existe toujours au no 32 de la rue Sovietskaïa.
Lorsque des relations normales s'établissent entre l'État et les différentes confessions au début des années 1990, la paroisse est à nouveau enregistrée en 1992. Elle reçoit une parcelle de terrain en 1996 pour la construction d'une nouvelle église qui est consacrée par le nonce apostolique à saint Liboire, le 14 novembre 1999. Aujourd'hui la majorité des fidèles sont des catholiques d'origine arménienne. Ils sont aidés par les Sœurs de la congrégation des Servantes de Jésus dans l'Eucharistie, fondées en 1923 par Mgr Georges Matulewicz (1871-1927).